# NASCAR-Grand-National-Saison 1951
Die NASCAR-Grand-National-Saison 1951 begann am 11. Februar 1951 auf dem Daytona Beach Road Course in Daytona Beach, Florida und endete am 25. November 1951 auf dem Lakeview Speedway in Mobile, Alabama. Herb Thomas gewann die Fahrer-Meisterschaft und war damit der dritte Fahrer nach Red Byron und Bill Rexford, dem dies gelang. Oldsmobile sicherte sich den Markentitel. Die NASCAR bestrafte diverse Fahrer im Laufe der Saison aufgrund unterschiedlicher schwerer Regelverstöße. Einer von ihnen war Marshall Teague, eines der Gründungsmitglieder der NASCAR. Teague startete in einem von der American Automobil Association in der AAA-Saison 1951 ausgetragenen Rennen, also in einer konkurrierenden Rennserie. Aufgrund dessen wurden ihm alle Fahrerpunkte aberkannt. Auch Ex-Champion Red Byron, Billy Carden, Bob Flock, Ed Samples, Jack Smith, Curtis Turner und Jerry Wimbish mussten aufgrund von Regelverstößen dieselbe Strafe hinnehmen.

## Rennkalender
| Datum              | Rennstrecke                         | Pole-Position   | Sieger          |
| ------------------ | ----------------------------------- | --------------- | --------------- |
| 11. Februar 1951   | Daytona Beach Road Course           | Tim Flock       | Marshall Teague |
| 1. April 1951      | Charlotte Speedway                  | Fonty Flock     | Curtis Turner   |
| 8. April 1951      | Lakeview Speedway                   | Red Harrelson   | Tim Flock       |
| 8. April 1951      | Carrell Speedway                    | Andy Pierce     | Marshall Teague |
| 15. April 1951     | Occoneechee Speedway                | Fonty Flock     | Fonty Flock     |
| 22. April 1951     | Arizona State Fairgrounds           | Fonty Flock     | Marshall Teague |
| 29. April 1951     | North Wilkesboro Speedway           | Fonty Flock     | Fonty Flock     |
| 6. Mai 1951        | Martinsville Speedway               | Tim Flock       | Curtis Turner   |
| 30. Mai 1951       | Canfield Speedway                   | Bill Rexford    | Marshall Teague |
| 10. Juni 1951      | Columbus Speedway                   | Gober Sosebee   | Tim Flock       |
| 16. Juni 1951      | Columbia Speedway                   | Frank Mundy     | Frank Mundy     |
| 24. Juni 1951      | Dayton Speedway                     | Tim Flock       | Curtis Turner   |
| 30. Juni 1951      | Carrell Speedway                    | Lou Figaro      | Lou Figaro      |
| 1. Juli 1951       | Grand River Speedrome               | Marshall Teague | Marshall Teague |
| 8. Juli 1951       | Bainbridge Speedway                 | Fonty Flock     | Fonty Flock     |
| 15. Juli 1951      | Heidelberg Raceway                  | Fonty Flock     | Herb Thomas     |
| 29. Juli 1951      | Asheville-Weaverville Speedway      | Fonty Flock     | Fonty Flock     |
| 31. Juli 1951      | Monroe County Fairgrounds           | Fonty Flock     | Lee Petty       |
| 1. August 1951     | Altamont-Schenectady Fairgrounds    | Fonty Flock     | Fonty Flock     |
| 12. August 1951    | Michigan State Fairgrounds Speedway | Marshall Teague | Tommy Thompson  |
| 19. August 1951    | Fort Miami Speedway                 | Fonty Flock     | Tim Flock       |
| 24. August 1951    | Morristown Speedway                 | Tim Flock       | Tim Flock       |
| 25. August 1951    | Greenville-Pickens Speedway         | Tim Flock       | Bob Flock       |
| 3. September 1951  | Darlington Raceway                  | Frank Mundy     | Herb Thomas     |
| 7. September 1951  | Columbia Speedway                   | Tim Flock       | Tim Flock       |
| 8. September 1951  | Central City Speedway               | Bob Flock       | Herb Thomas     |
| 15. September 1951 | Langhorne Speedway                  | Fonty Flock     | Herb Thomas     |
| 23. September 1951 | Charlotte Speedway                  | Billy Carden    | Herb Thomas     |
| 23. September 1951 | Dayton Speedway                     | Fonty Flock     | Fonty Flock     |
| 30. September 1951 | Wilson Speedway                     | Fonty Flock     | Fonty Flock     |
| 7. Oktober 1951    | Occoneechee Speedway                | Herb Thomas     | Herb Thomas     |
| 12. Oktober 1951   | Thompson Speedway                   | Neil Cole       | Neil Cole       |
| 14. Oktober 1951   | Pine Grove Speedway                 | –               | Tim Flock       |
| 14. Oktober 1951   | Martinsville Speedway               | Herb Thomas     | Frank Mundy     |
| 14. Oktober 1951   | Oakland Stadium                     | Dick Rathmann   | Marvin Burke    |
| 21. Oktober 1951   | North Wilkesboro Speedway           | Herb Thomas     | Fonty Flock     |
| 28. Oktober 1951   | Marchbanks Speedway                 | –               | Danny Weinberg  |
| 4. November 1951   | Speedway Park                       | Herb Thomas     | Herb Thomas     |
| 11. November 1951  | Lakewood Speedway                   | Frank Mundy     | Tim Flock       |
| 11. November 1951  | Carrell Speedway                    | Fonty Flock     | Bill Norton     |
| 25. November 1951  | Lakeview Speedway                   | Frank Mundy     | Frank Mundy     |

## Fahrergesamtwertung (Top 50)
1. Herb Thomas          - 4208,45
2. Fonty Flock          - 4062,25
3. Tim Flock            - 3722,50
4. Lee Petty            - 2392,25
5. Frank Mundy          - 1963,50
6. Buddy Shuman         - 1368,75
7. Jesse James Taylor   - 1214,00
8. Dick Rathmann        - 1040,00
9. Bill Snowden         - 1009,25
10. Joe Eubanks          - 1005,50
11. Lloyd Moore          - 996,50
12. Fireball Roberts     - 930,00
13. Jimmie Lewallen      - 874,25
14. Bob Flock            - 869,00
15. Jim Paschal          - 858,50
16. Bill Blair           - 840,00
17. Gober Sosebee        - 784,00
18. Erick Erickson       - 723,50
19. Tommy Thompson       - 755,00
20. Donald Thomas        - 743,50
21. Johnny Mantz         - 725,00
22. Lou Figaro           - 684,25
23. Buck Baker           - 644,50
24. Dick Meyer           - 626,50
25. Harold Kite          - 625,00
26. Billy Carden         - 509,75
27. Jimmy Florian        - 462,50
28. Jim Fiebelkorn       - 455,00
29. Ronnie Kohler        - 432,00
30. Danny Weinberg       - 423,50
31. Pappy Hough          - 423,00
32. Woody Brown          - 421,00
33. Neil Cole            - 382,00
34. Paul Newkirk         - 375,00
35. John McGinley        - 372,50
36. Marvin Panch         - 371,50
37. Oda Greene           - 366,50
38. Jack Goodwin         - 362,50
39. Jack Smith           - 360,50
40. Robert Caswell       - 350,00
41. Lloyd Dane           - 323,50
42. Cotton Owens         - 312,50
43. Fred Steinbroner     - 306,50
44. Ewell Weddle         - 293,50
45. George Seeger        - 278,00
46. Bud Riley            - 262,50
47. Sam Hawks            - 262,50
48. Don Bailey           - 239,50
49. Bud Farrell          - 227,50
50. Fred Bince           - 224,00

## Statistiken

### Meiste Siege
| Platz | Fahrer          | Siege |
| ----- | --------------- | ----- |
| 1     | Fonty Flock     | 8     |
| 2     | Tim Flock       | 7     |
| 3     | Herb Thomas     | 7     |
| 4     | Marshall Teague | 5     |
| 5     | Frank Mundy     | 3     |
| 6     | Curtis Turner   | 3     |

Alle weiteren Sieger der Saison 1951 hatten nur einen Sieg.

### Meiste Pole-Positions
| Platz | Fahrer      | Pole-Positions |
| ----- | ----------- | -------------- |
| 1     | Fonty Flock | 15             |
| 2     | Tim Flock   | 6              |
| 3     | Herb Thomas | 5              |
| 4     | Frank Mundy | 4              |

Alle weiteren Fahrer hatten maximal zwei Pole-Positions.

### Meiste Top-5-Platzierungen
| Platz | Fahrer      | Top 5 Platzierungen |
| ----- | ----------- | ------------------- |
| 1     | Fonty Flock | 20                  |
| 2     | Tim Flock   | 19                  |
| 3     | Herb Thomas | 16                  |
| 4     | Lee Petty   | 11                  |
| 5     | Frank Mundy | 9                   |

### Meiste Top-10-Platzierungen
| Platz | Fahrer      | Top 10 Platzierungen |
| ----- | ----------- | -------------------- |
| 1     | Fonty Flock | 22                   |
| 2     | Tim Flock   | 21                   |
| 3     | Lee Petty   | 19                   |
| 4     | Herb Thomas | 18                   |
| 5     | Frank Mundy | 12                   |

### Meistes Geld verdient
| Platz | Fahrer          | Verdientes Geld (US-Dollar) |
| ----- | --------------- | --------------------------- |
| 1     | Herb Thomas     | $ 21.025                    |
| 2     | Fonty Flock     | $ 15.525                    |
| 3     | Tim Flock       | $ 15.155                    |
| 4     | Marshall Teague | $ 7.605                     |
| 5     | Lee Petty       | $ 7.340                     |